# Avenue Audra
Pour les articles homonymes, voir Audra.
L'avenue Audra est une voie de communication située à Colombes, dans le département des Hauts-de-Seine, en France.

## Situation et accès

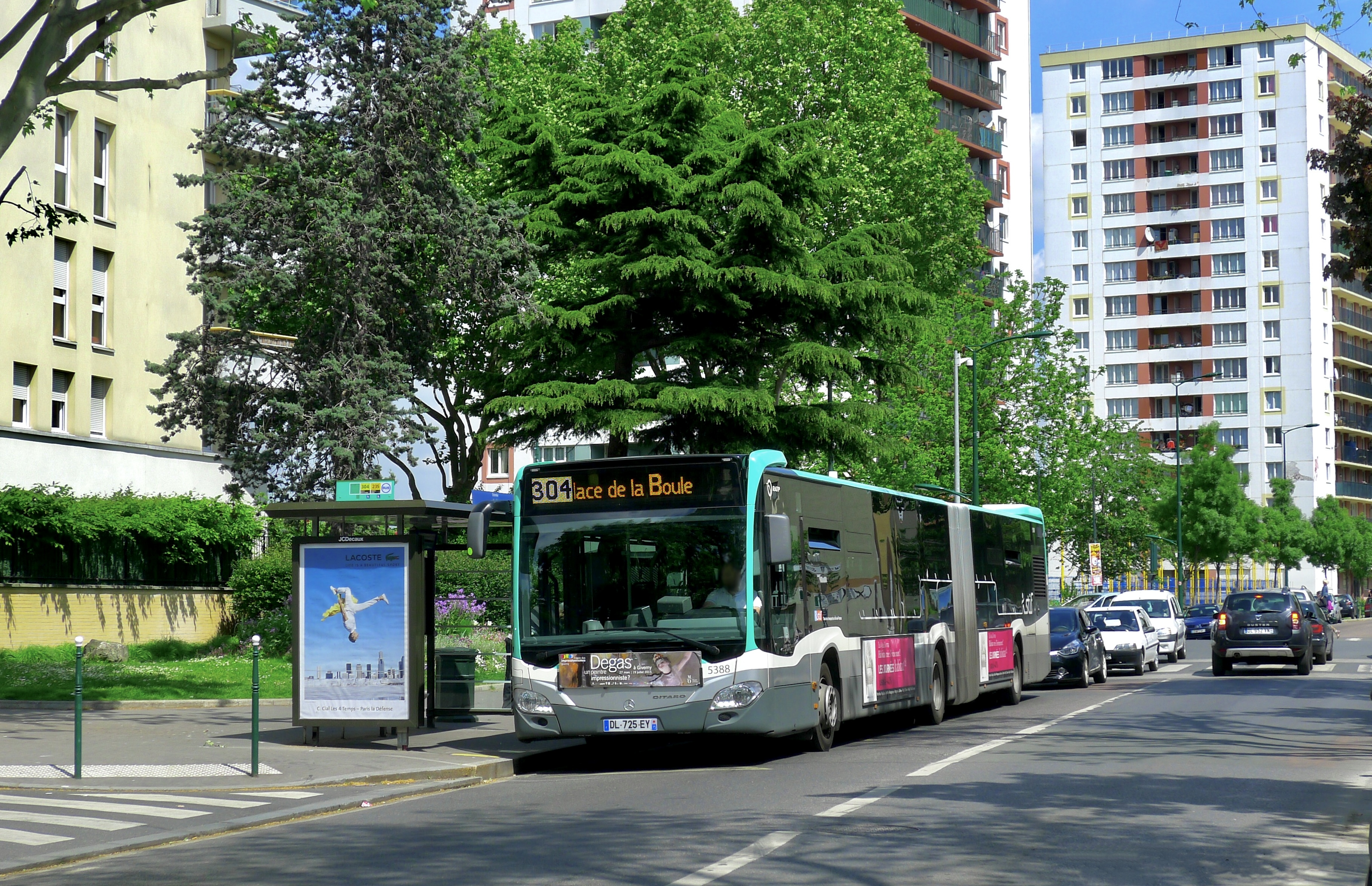
Mercedes-Benz Citaro G C2 RATP, arrêt Colombes-Audra, mai 2015.

Orientée d'ouest en est, cette avenue commence dans le prolongement de l'avenue de l'Europe et se termine dans l'axe du boulevard Gambetta.
Elle est desservie par la gare du Stade, sur la ligne de Paris-Saint-Lazare à Ermont - Eaubonne.

## Origine du nom

Une des tours Audra.

Cette avenue doit son nom à l'agent de change Élie Audra, né à Genève en 1801, et décédé le 12 octobre 1861 à Colombes. Il fit en 1849 l'acquisition de la propriété du baron Jean-Joseph Leroy et fut par la suite conseiller municipal de la commune.

## Historique

Défilé de majorettes vers 1970.

Dès les années 1930 et jusqu'à la fin des années 1940, cette avenue qui porte déjà son nom actuel est une allée sans issue, où se trouvent quelques habitations. Sa création est achevée en 1961. Toutefois, les terrains située entre cette avenue et  le boulevard Pierre-de-Coubertin furent  cultivables jusqu'en 1971. On y trouve encore des jardins associatifs, témoins de cette époque.

## Bâtiments remarquables et lieux de mémoire
- Stade olympique Yves-du-Manoir, héritier du stade de Colombes créé en 1883.
- Quatre tours Audra, construites en 1972[4].